# Simón Pesutic
Simón Pešutić Neumann, né en 1993 à Santiago, est un acteur chilien. Il est le fils du acteur Mauricio Pesutic.

## Filmographie
| Telenovelas | Telenovelas            | Telenovelas             | Telenovelas | Telenovelas |
| Année       | Titre                  | Rôle                    | Chaîne      |             |
| ----------- | ---------------------- | ----------------------- | ----------- | ----------- |
| 2011        | El laberinto de Alicia | Santiago San Martín     | TVN         |             |
| 2012        | Pobre rico             | Freddy "El Rucio" Pérez | TVN         |             |

### Sources
- (es) Cet article est partiellement ou en totalité issu de l’article de Wikipédia en espagnol intitulé « Simón Pesutic » (voir la liste des auteurs).